# Las mujeres que triunfan
Las mujeres que triunfan es un cortometraje documental de 2 minutos dirigido por Mabel Lozano y estrenado en 2014. Trata sobre el reconocimiento de las capacidades y talento de 13 mujeres destacando el talento femenino en la madurez y visualizando el empoderamiento de mujeres como las actrices Loles León o Rossy de Palma, la periodista Marta Robles, la guionista y directora de cine Chus Gutiérrez… entre otras.

## Argumento
Mabel Lozano produjo este corto gracias al premio que ganó con el largometraje documental Las Sabias de la Tribu. Con este corto de apenas dos minutos Mabel Lozano quiere romper prejuicios acerca de la mujer en la edad madura. En el  aparecen por un lado mujeres conocidas desde periodistas hasta actrices y directoras de cine y mujeres en profesiones como doctoras, maquilladoras de cine o empresarias. Podremos ver a la guionista y directora de cine Chus Gutiérrez, las periodistas Marta Robles, Charo Izquierdo y Carmen Valiño, las actrices Rossy De Palma y Loles León, y mujeres del ámbito profesional como las doctoras Amaya San Gil y Piluca Puy, las empresarias Pilar Pons, Oria Pérez y Kaliah Garzón, María Gómez del Pozuelo cofundadora y CEO de Womenalia, la primera red social mundial de networking para las mujeres profesionales y Arrate Garmendia, maquilladora de cine, TV y publicidad.
Mabel Lozano señala que

“Las mujeres somos el 50% de la sociedad. Las mujeres maduras sufrimos de una doble discriminación, por ser mujer y por ser mayor. Tenemos que romper este estereotipo. No se puede desperdiciar ese talento, y la mujer en la madurez esta en uno de los mejores momentos de su vida, con mucho todavía por aprender, con curiosidad, compromiso, con proyectos vitales extraordinarios y con un montón de cosas por aportar…” Además, y como dice el refrán.” la veteranía es un grado”

El estreno de Las mujeres que triunfan se hizo en la inauguración de la II edición del premio Tena Lady a las Mujeres que triunfan, una iniciativa que destaca el esfuerzo de mujeres mayores de 45 años que han triunfado en la vida.